# Veronica Webb

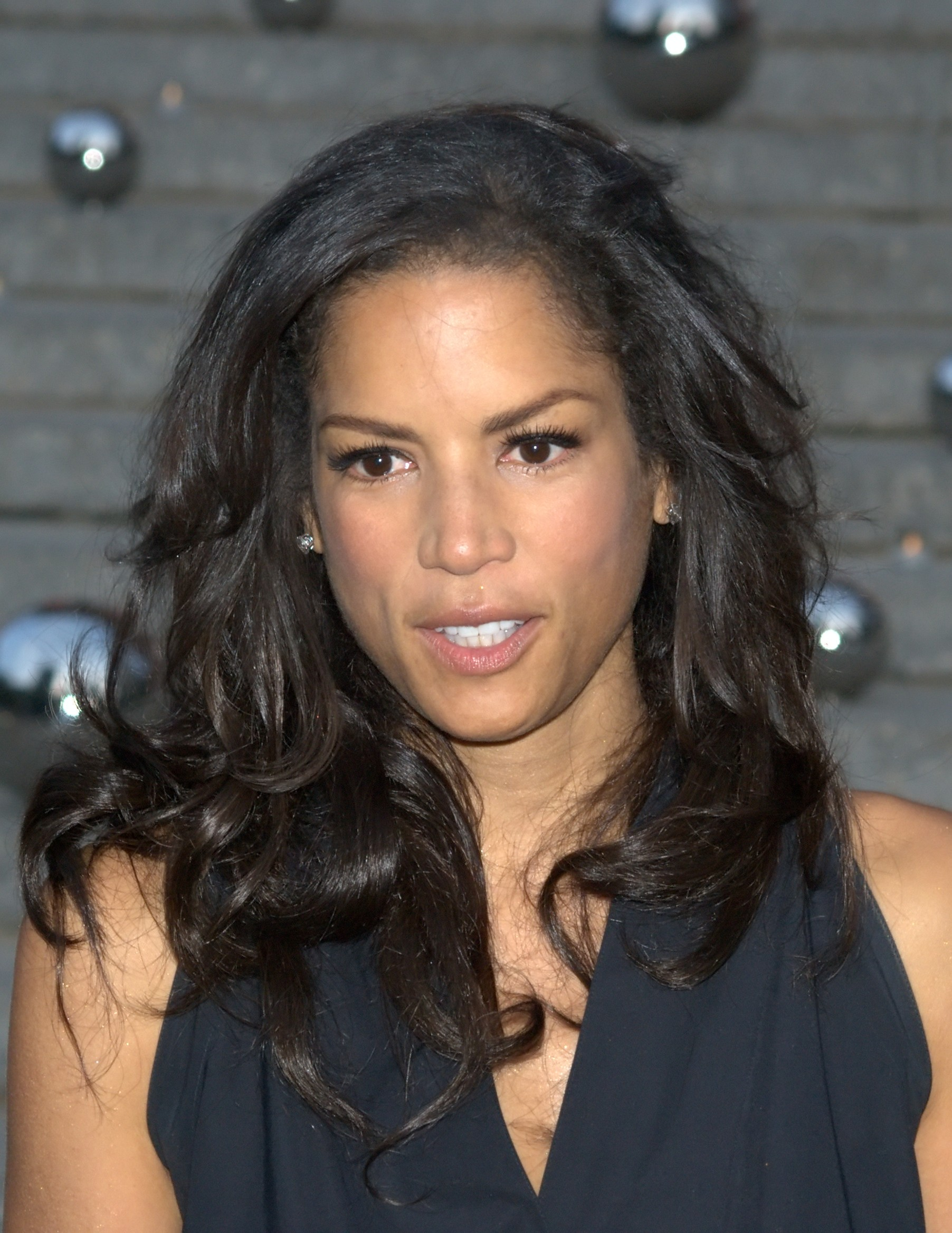
Veronica Webb in New York City (2010)

Veronica Webb (* 23. Februar 1965 in Detroit, Michigan) ist ein US-amerikanisches Model, Moderatorin, Autorin und Schauspielerin. Sie bekam als erstes Model mit dunkler Hautfarbe einen Werbevertrag mit einem international bedeutenden Kosmetikunternehmen. Veronica Webb war auf dem Cover von Vogue und Elle zu sehen und trat auf dem Laufsteg für Chanel und Victoria’s Secret in Erscheinung.

## Leben und Karriere
Webb absolvierte die Detroit Waldorf School und zog dann nach New York City, um an der Parsons School for Design zu studieren. Nachdem sie 1985 von einem Talentscout der Modebranche entdeckt worden war und erste Aufträge eingingen, brach sie ihr Studium zugunsten einer Karriere als Model ab. Nach einem längeren Aufenthalt in Paris kehrte sie Anfang der 1990er Jahre nach New York zurück und hatte 1991 unter der Regie von Spike Lee ihr Filmdebüt in dem Drama Jungle Fever. Weitere Rollen in Dramen wie Spike Lees Malcolm X (1992) oder Komödien wie Männerzirkus (2001, mit Ashley Judd) folgten. 1992 nahm sie der Kosmetikkonzern Revlon unter Vertrag, und 1995 wirkte sie auf dem Album The Versace Experience (Prelude 2 Gold) von Prince mit.
Zudem war Webb als freie Redakteurin für die Zeitschrift Interview tätig, schrieb Artikel für Elle, die Magazine Details und Paper sowie für die New York Times. 1998 veröffentlichte sie das Buch Veronica Webb Sight: Adventures in the Big City.
Als Fernsehmoderatorin trat Webb in diversen Modesendungen auf und fungierte als Korrespondentin für die Nachrichtensendung Good Morning America. 2007 war sie Co-Moderatorin der ersten Staffel der Realityshow Tim Gunn's Guide to Style.
Von 2002 bis 2009 war Webb mit dem Unterwasserarchäologen George Robb verheiratet, mit dem sie zwei Töchter hat.

## Filmografie (Auswahl)
- 1989: New Order – Round & Round (Musikvideo)
- 1991: Jungle Fever
- 1992: Malcolm X
- 1993: Ein Concierge zum Verlieben (For Love or Money)
- 1998: Damon (Fernsehserie)
- 1998: Studio 54 (54)
- 1998: Der Guru (Holy Man)
- 1999: Undercover – In Too Deep (In Too Deep)
- 2001: Zoolander
- 2001: Becker (Fernsehserie)
- 2001: Männerzirkus (Someone Like You…)
- 2006: Dirty Laundry